# Häggenås SK
Häggenås SK är en idrottsförening i Häggenås i Sverige. Klubben bildades den 2 januari 1932.
1951 startades bordtennissektionen.
Damfotbollslaget startades 1972, och spelade tre säsonger i Sveriges högsta division under perioden 1978-1980.

### Fotnoter
1. ↑  Historik, läst 14 oktober 2013 Arkiverad 8 februari 2015 hämtat från the Wayback Machine.
2. ↑  Jimmy Lindahl (22 mars 2004). ”Maratontabell för högsta damserien 1978-2003”. Bolletinen. http://www.bolletinen.se/sfs/pdf/stat_d_maraton_1978_2003_maratontab_f_hogsta_damserien.pdf. Läst 14 oktober 2013.